# Peptoniphilus harei
Peptoniphilus harei è una specie di batterio appartenente alla famiglia delle Peptostreptococcaceae.